# Fairview (hrabstwo Dutchess)
Fairview – jednostka osadnicza w Stanach Zjednoczonych, w stanie Nowy Jork, w hrabstwie Dutchess.